# بوب بيرز
بوب بيرز (بالإنجليزية: Bob Beers)‏ هو لاعب هوكي جليد أمريكي، ولد في 20 مايو 1967 في بيتسبرغ في الولايات المتحدة.

## وصلات خارجية
- بوب بيرز على موقع دوري الهوكي الوطني (الإنجليزية)
- بوب بيرز على موقع قاعة مشاهير الهوكي (لاعب أن.إتش.أل) (الإنجليزية)
- بوب بيرز على موقع EliteProspects.com (الإنجليزية)
- بوب بيرز على موقع Eurohockey.com (الإنجليزية)
- بوب بيرز على موقع HockeyDB.com (الإنجليزية)
- بوب بيرز على موقع Hockey-Reference.com (الإنجليزية)